# Tàngara de Stolzmann
La tàngara de Stolzmann (Urothraupis stolzmanni) és un ocell de la família dels tràupids (Thraupidae) i única espècie del gènere Urothraupis Taczanowski et Berlepsch, 18852.

## Hàbitat i distribució
Habita la selva pluvial dels Andes a Colòmbia i l'Equador.